# Новопетровка (Великомихайловский район)
Новопетровка (укр. Новопетрівка) — село, относится к Великомихайловскому району Одесской области Украины.
Население по переписи 2001 года составляло 2091 человек. Почтовый индекс — 67103. Телефонный код — 8-04859. Занимает площадь 3,42 км². Код КОАТУУ — 5121683201.

## Местный совет
67103, Одесская обл., Великомихайловский р-н, с. Новопетровка, ул. Мира, 3а